# Townsendia smithii
Townsendia smithii là một loài thực vật có hoa trong họ Cúc. Loài này được L.M.Shultz & A.H.Holmgren miêu tả khoa học đầu tiên năm 1980.